# David (nombre)
David (hebreo: דָּוִד, David) es un nombre propio masculino de origen hebreo.
Según el Tanaj (Antiguo Testamento) era el soberano de un antiguo estado confesional y teocrático judío llamado Reino unificado de Israel. Para el judaísmo David es un profeta, para el cristianismo es un ancestro de la genealogía de Jesús y para el islam un antecesor de Mahoma.

## Etimología
La primera vez que se menciona a David es en los Libros de Samuel. David tiene de raíz la palabra דּוֹד dôwd que significa "hervir/acalorar" pero sobrevive en hebreo bíblico solo en el uso figurado "amar" y específicamente un término para un tío (hermano del padre) o en sentido figurado, un amante/amado (así es como se usa en el Cantar de los Cantares: אני לדודי ודודי לי, "Soy para mi amado y mi amado es para mí"). El nombre fue adoptado al griego Δαυίδ, latín Davidus, en la ortografía coránica es دَاوُۥد Dāwūd o Dā'ūd.

## Variantes
| Variantes en otras lenguas | Variantes en otras lenguas |
| -------------------------- | -------------------------- |
| Español                    | David                      |
| Amhárico                   | Dāwit                      |
| Árabe                      | دَاوُۥدَ (Dāoud)              |
| Armenio                    | David                      |
| Azerí                      | Davud                      |
| Catalán                    | David                      |
| Checo                      | David                      |
| Danés                      | David                      |
| Eslovaco                   | Dávid                      |
| Esperanto                  | Davido                     |
| Euskera                    | Dabi                       |
| Finlandés                  | Daavid                     |
| Francés                    | David                      |
| Galés                      | Dawfydd                    |
| Gallego                    | Davide                     |
| Georgiano                  | Davit                      |
| Griego                     | Δαβιδ (David)              |
| Hebreo                     | דָּוִד (Dāwîḏ)                |
| Húngaro                    | Dávid                      |
| Inglés                     | David                      |
| Islandés                   | Davíð                      |
| Italiano                   | Davide                     |
| Latín                      | David                      |
| Letón                      | Dāvids                     |
| Lituano                    | Dovydas                    |
| Neerlandés                 | David                      |
| Noruego                    | David                      |
| Polaco                     | Dawid                      |
| Portugués                  | Davi                       |
| Rumano                     | David                      |
| Ruso                       | Давид (David)              |
| Sardo                      | Davìd                      |
| Serbio                     | Давид (David)              |
| Sueco                      | David                      |
| Turco                      | Davud                      |
| Ucraniano                  | Давид (David)              |

## Santoral
La celebración del santo de David se corresponde con el día 29 de diciembre.